# Пальмитат меди(II)
Пальмитат меди(II) — химическое соединение,
соль меди и пальмитиновой кислоты
с формулой Cu(C15H31COO)2,
сине-зелёный порошок,
не растворяется в воде.

## Получение
- Реакция пальмитата натрия и сульфата меди:

{\displaystyle {\mathsf {CuSO_{4}+2C_{15}H_{31}COONa\ {\xrightarrow {}}\ Cu(C_{15}H_{31}COO)_{2}\downarrow +Na_{2}SO_{4}}}}

## Физические свойства
Пальмитат меди(II) образует сине-зелёный порошок,
не растворяется в воде, метаноле, ацетоне,
растворяется в горячем бензоле, сероуглероде, тетрахлорметане,
слабо растворяется в этаноле, хлороформе, эфире.